# Clarín (instrumento musical)
El clarín o bugle (del francés bugle, este del inglés bugle [horn], “cuerno de caza”, y este del latín bucŭlus, “buey joven”, porque se hacía con cuerno de búfalo) es un instrumento de viento, englobado en la sección de los metales. Es semejante en su diseño a la corneta natural, pero de menor tamaño. También cuenta con una embocadura en forma copa y un pabellón acampanado. La boquilla (de metal o cobre) es semiesférica.
El sonido que produce es agudo. Por lo general, el clarín no tiene válvulas, lo que significa que sólo produce armónicos naturales. Sin embargo, algunos clarines tienen una válvula que baja una cuarta la afinación.
El clarín más común es el afinado en Si ♭ (bemol).
En Perú, el clarín tiene una gran longitud, llegando a tener hasta 4 metros de largo. Posee un sonido bastante característico y armónico. El clarín cajamarquino o "Qewayllo" se toca principalmente en la fiesta de carnaval. También existen el "uongos" o clarín de Junín y el "habaspa Sisán" de la región de Andahuaylas.

## Historia
Los romanos tenían tres tipos de clarines: 
- La tubicina. Se reducia a un solo tubo o cañón largo a manera de una bocina de la que se servían para los toques de rancho, marcha, etc.
- La licticinia. Estaba igualmente compuesta de un solo cañón en forma circular a modo de trompa, que se pasaba por debajo del brazo derecho, y su remate o boca sobrepujaba la cabeza del que la tocaba la cual estaba destinada para el ataque y para animar a los soldados en medio de él. Tenía también esta especie de clarín el nombre de clasicum. Cuando el cónsul o general romano quería dar a las legiones la señal de ataque hacía venir a su presencia el trompeta y le hacía tocar el clasicum, nombre que tenía también el mismo toque de guerra a cuya señal respondían todos los clarines y trompetas de las cohortes repitiendo el clasicum y al sonido estrepitoso de él principiaba el combate.
- La cornicina. Se llamaba cornicina por asemejarse su figura recta a la de un cuerno de búfalo. Servía para los toques de las tropas ligeras y caballería.

Los tocadores de las tubicinas y cornicinas estaban armados de una daga, grebas y un casco de hierro en figura de cabeza de león. Y los que tocaban las licticinias llevaban además una coraza y una lanza armada con una cuchilla semicircular.
El clarín es el instrumento típico de la caballería española